# Волви (дим)
Во́лви (греч. Δήμος Βόλβης) — община (дим) в Греции, в области озера Волви. Административно относится к периферийной единице Салоники в периферии Центральная Македония. Население 23 478 человек по переписи 2011 года. Площадь 783,12 квадратного километра. Плотность 29,98 человека на квадратный километр. Административный центр — Ставрос. Димархом 8 декабря 2013 года избран Диамандис Льямас (Διαμαντής Λιάμας) после отставки предыдущего димарха Димитриса Галаматиса (Δημήτρης Γαλαμάτης).
Община Волви создана в 2010 году (ΦΕΚ 87Α) по программе «Калликратис» при слиянии упразднённых общин Айос-Еорьос, Аполония, Аретуса, Мадитос, Рендина и Эгнатия.